# Marie Rouanet

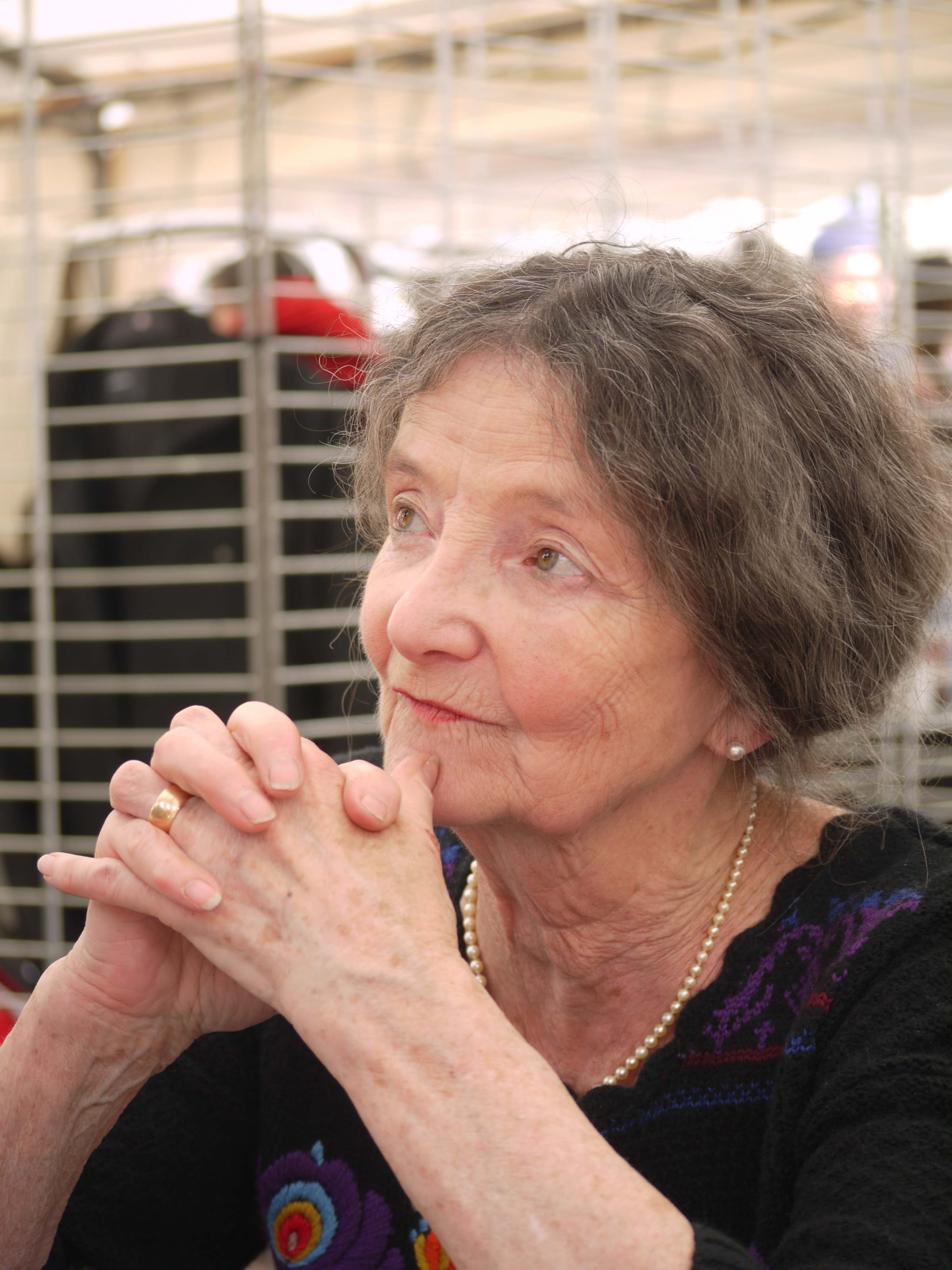
Marie Rouanet 2010

Marie Rouanet (auch: Maria Roanet; * 26. Mai 1936 in Béziers) ist eine französische Schriftstellerin.

## Leben
Marie Rouanet studierte Literaturwissenschaft und wurde Studienrätin. In Montpellier hörte sie Vorlesungen von Charles Camproux über die okzitanische Sprache (und Literatur), eine Sprache, die sie von der Familie ihres Vaters gut kannte. 1961 heiratete sie den Schriftsteller Yves Rouquette und hatte Jean Rouquette zum Schwager. Von 1977 bis 2001 war sie Stadtverordnete der Stadt Béziers. Ab 1995 wählte sie das Dorf Camarès, Heimatort ihres Mannes, zum Wohnort.
Ab den 1980er Jahren veröffentlichte sie zahlreiche Prosatexte und Romane, die oft autobiographische Züge tragen oder in ihrer Heimat angesiedelt sind und intimistischen Charakters sind. Philippe Delerm drückte Wertschätzung für ihre Texte aus. Ihr wichtigster Verlag war anfänglich Payot, ab 2001 Albin Michel. Ab 1971 betätigte sie sich auch als Sängerin des Okzitanischen und machte mehrere Schallplatten. Ab 2000 war sie an Dokumentarfilmprojekten beteiligt.

## Werke
- (Hrsg.) Occitanie 1970, les poètes de la décolonisation. Anthologie. Occitania 1970. Los poetas de la descolonizacion. P.J. Oswald, Honfleur 1971.
- Dins de patetas rojas. Institut d'études occitanes, Toulouse 1975. (Roman)
- Le Troupeau d'abeilles. Centre international de documentation occitane, Béziers 1983. (Ethnographie)
- (mit Henri Jurquet) Apollonie. Reine au coeur du monde. Plon, Paris 1984. Presses Pocket 1990. (Ethnographie)
- Bréviaire. Narbonne 1987.
- La Cuisine amoureuse courtoise et occitane. Loubatières, Portet-sur-Garonne 1990.
- Nous les filles. Payot, Paris 1990. Presses Pocket 1991. (Ethnographie, autobiographisch)
- Le crin de Florence et autres textes. Climats, Castelnau-le-Lez 1992.
- Les enfants du bagne. Payot, Paris 1992. (Ethnographie, Geschichte)
- Sonatine pour un petit cadavre. Climats, Castelnau-le-Lez 1992.
- Je ne dois pas toucher les choses du jardin. Payot/Rivages, Paris 1993.
- Tout jardin est Eden. Climats, Castelnau-le-Lez 1993.
- La marche lente des glaciers. Payot, Paris 1994. (Roman, Leben der Eltern)
- Qu'a-t-on fait du petit Paul ? Payot, Paris 1996.
- Il a neigé cette nuit. Climats, Castelnau-le-Lez 1997.
- Petit traité romanesque de cuisine. Payot, Paris 1997.
- Douze petits mois. Desclée de Brouwer, Paris 1998.
- Quatre temps du silence. Roman. Payot/Rivages, Paris 1998.
- Balades des jours ordinaires. Payot/Rivages, Paris 1999. (Reisebericht)
- Chemin de croix des femmes de Jérusalem suivant Jésus dans sa Passion. Desclée de Brouwer, Paris 1999. (Meditation)
  - Chemins de croix. Chemin de croix des femmes, chemin de croix des prisonniers. Desclée de Brouwer, Paris 2010.
- Infini de [pi]. Climats, Castelnau-le-Lez 1999.
- Dans la douce chair des villes. Payot/Rivages, Paris 2000. (Reisebericht)
- Petites prières. Desclée de Brouwer, Paris 2000.
- Du côté des hommes. A. Michel, Paris 2001. (autobiographisch)
- Enfantine. Nouvelles. A. Michel, Paris 2002.
- Année blanche. A. Michel, Paris 2003. (Roman)
- (mit Agnès Lacau St Guily) Célébration de l'amour. Regards sur Marie-Madeleine. A. Michel, Paris 2003.
- L'animatrice. Le Verger, Illkirch 2004.
- Mémoires du goût. A. Michel, Paris 2004. (Literaturkritik)
- L'ordinaire de Dieu. A. Michel, Paris 2005.
- Luxueuse austérité. A. Michel, Paris 2006. (Glückserlebnisse)
- Mauvaises nouvelles de la chair. A. Michel, Paris 2008. (über die moderne Vieh- und Geflügelzucht)
- Trésors d'enfance. A. Michel, Paris 2009.
- La nègre. Roman. A. Michel, Paris 2010.
- L'arpenteur. Roman. A. Michel, Paris 2011.
- Murmures pour Jean Hugo. A. Michel, Paris 2013. (Jean Hugo, 1894–1984, Urenkel von Victor Hugo)
- (mit Éric Teissèdre) Mon rouge Rougier. Éditions Fleurines, Saint-Affrique 2015.
- Arrière-boutique et autres textes. Éditions du Jais, Vinassan 2016.
- Émerveillements. Le Pommier, Paris 2022.

## Schallplatten
- A l’Intrada del Temps clar, 1973
- Pica Relòtge, 1973
- Aital cantem, 1977
- Cantem Nadal, 1977
- Contra corrent la Trocha Nadal, 1976
- Me soveni..., 1979
- Als enfants d’Occitania, 1979
- L’eternitat, 1982
- Chansons en langue d’oc, 2000.

## Beteiligung an Filmen
- Ave Maria. 2000. (Regisseur: Michel Gayraud)
- Miracle au cimetière. Les mystères de Notre Dame des Mouscadous. (Regisseur: Michel Gayraud)
- L’aigle de Bonelli. 2007. (Regisseur: Marcel Coumes)
- La colonie. 2011. (Regisseur: Vincent Roux)
- Divines nourritures. 2012. (Regisseur: Daniel Jouanisson)